# Calophasia cuyana
Calophasia cuyana är en fjärilsart som beskrevs av Köhler 1952. Calophasia cuyana ingår i släktet Calophasia och familjen nattflyn. Inga underarter finns listade i Catalogue of Life.